# Amusement Parks on Fire
Amusement Parks on Fire est un groupe de rock expérimental britannique originaire de Nottingham formé en 2004 par Michael Feerick.

## Biographie
Le groupe fait ses débuts en tant que projet solo de Michael Feerick en 2004, lorsque celui-ci compose et enregistre neuf titres à petit budget et son ami Daniel Knowles en ingénieur du son. Le premier album éponyme sort sur Invada Records, le label dirigé par Geoff Barrow du groupe Portishead, en 2005.
Daniel Knowles (guitare), Pete Dale (batterie), Jez Cox (guitare basse) et John Sampson (claviers, samples) rejoignent le groupe pour les concerts. En 2005, le groupe signe avec le label V2 Records et commence à enregistrer son deuxième album Out Of The Angeles dans plusieurs studios au Royaume-Uni, puis part le finir en Islande dans le studio Sundlaugin du groupe Sigur Rós, situé à Álafoss, pendant un mois. Ils partent ensuite aux Etats-Unis et en Europe pour une longue tournée.
Lors de l'été 2006 le groupe effectue quelques changements avec l'arrivée de deux nouveaux membres, Gavin Poole (guitare basse) et Joe Hardy (claviers, guitare)  puis part en tournée au Royaume-Uni conjointement avec le groupe noise américain Scarling., se produisant ensuite en tête d'affiche en Europe et en Scandinavie. Le groupe se produit au Japon pour la première fois lors du Summer Sonic Festival en 2006.
En plus de leur deuxième album Out Of The Angeles, le groupe sort une série d'EPs en vinyle édition limitée, en commençant par Blackout fin 2005, puis In Flight en septembre 2006 et A Star Is Born le 2 avril 2007 qui, selon une critique de Rough Trade, est une démonstration des "autres dimensions du son d'un autre monde d'Amusement Parks On Fire ... les influences classiques de Feerick...et des indications plus qu'optimistes quant à la direction d'Amusement Parks à venir.", avec Drowned In Sound le qualifiant de "mini-épique vertigineux… une beauté glaciale métaphysique".
En 2009, le groupe part en tournée en Irlande puis au Royaume-Uni en avril et mai en première partie de 65daysofstatic et avec des dates en tête d'affiche. Le groupe part ensuite à Los Angeles, Californie, pour débuter l'enregistrement de leur troisième album avec le producteur Michael Patterson.
Autre enregistrement influencé par son environnement, Road Eyes possède distinctivement un 'LA sound' ;  en effet, selon une critique de Alternative Press il "porte l'empreinte inondée de soleil de la ville dans laquelle il a été enregistré", et accueille Brian Aubert du groupe Silversun Pickups sur le single Flashlight Planetarium. L'album sort en septembre 2010.
En 2012, Feerick forme un duo, Young Light, avec Micah Calabrese du groupe de Los Angeles Giant Drag et sort un EP, Great White Arc, et un single, Blank Dice.
Un deuxième album de morceaux inédits issus des sessions de Road Eyes est prévu et Feerick travaille actuellement sur du nouveau matériel. En 2013, Michael, Gavin et Joe, ainsi que le frère de Feerick, Simon, à la batterie, et Rafe Dunn à la guitare partent en tournée au Royaume-Uni et en Europe aux côtés du groupe art/punk américain All Eyes West.
En 2013, le groupe se met en pause. Le 28 avril 2017, il annonce son retour sur les médias sociaux, avec l'annonce d'une tournée au Royaume-Uni pour le mois de novembre. Le 1er juillet, leur album Road Eyes est réédité en version Deluxe. Un nouveau single, Our Goal To Realise, sort le 17 novembre 2017, suivi d'un EP, All The New Ends et d'une tournée européenne dès le 13 avril 2018 .

## Discographie

### Albums Studio
| Année | Titre                   | Label      |
| ----- | ----------------------- | ---------- |
| 2005  | Amusement Parks on Fire | Invada     |
| 2006  | Out of the Angeles      | V2         |
| 2010  | Road Eyes               | Filter US  |
| 2021  | An Archaea              | EGB Global |

### EPs
| Année | Titre               | Label                |
| ----- | ------------------- | -------------------- |
| 2005  | Venosa/Eighty Eight | Invada/GM Recordings |
| 2005  | Blackout EP         | V2                   |
| 2006  | In Flight           | V2                   |
| 2007  | A Star Is Born      | V2                   |
| 2009  | Young Fight         | Filter US            |
| 2017  | Our Goal To Realise | Saint Marie          |
| 2018  | All The New Ends    | Saint Marie          |